# ASZdziennik

Logo ASZdziennika

ASZdziennik – polski serwis internetowy o charakterze rozrywkowo-satyrycznym, publikujący teksty w formie zmyślonych newsów, założony przez Rafała Madajczaka w 2011 r. Od 2014 należy do grupy NaTemat.pl. Parodiuje konwencjonalne, internetowe serwisy informacyjne. Porusza wachlarz tematów, od polityki, przez sprawy społeczne, po kulturę. W styczniu 2017 odwiedzało go 1,25 mln unikalnych użytkowników. Redaktorką naczelną serwisu jest Aleksandra Kasprzak.

## Misja
Autorzy nakreślają swoją misję w następujący sposób: „ASZdziennik każdego dnia walczy o najlepsze newsy, które najlepiej opisują nie najlepszą rzeczywistość. Aha, a czasami robimy też żarty”. Publikacje pełnią funkcję publicystyczną, stanowiąc często komentarz do aktualnych wydarzeń. Proporcje prawdy i fikcji zmieniają się w poszczególnych tekstach. Fikcjonalny charakter przekazów w większości przypadków ujawniany jest w adnotacji dodawanej do tekstu.